# یک مکان ساکت: جاده پیش رو
یک مکان ساکت: جاده پیش رو (به انگلیسی: A Quiet Place: The Road Ahead) یک بازی ویدیویی ترس و بقا به صورت اول شخص است که بر اساس مجموعه فیلم‌های یک مکان ساکت ساخته شده است. این بازی توسط استودیوی استورمایند گیمز توسعه یافته و سابر اینتراکتیو آن را منتشر می‌کند. قرار است این بازی در سال ۲۰۲۴ برای پلتفرم‌های مایکروسافت ویندوز، پلی‌استیشن ۵ و ایکس‌باکس سری اکس/اس عرضه شود.
این بازی از دنیای پسا-آخرالمانی مجموعه فیلم الهام گرفته شده است، جایی که بشریت در حال مبارزه با موجودات فضایی نابینا با حس شنوایی فوق‌العاده حساس است. داستان اصلی بازی پس از وقایع فیلم‌ها روایت می‌شود و گروه جدیدی از بازماندگان را دنبال می‌کند.

## توسعه
شرکت سابر اینتراکتیو که برای بازی‌هایی مانند Space Marine 2، Jurassic Park: Survival و بازسازی جنگ ستارگان: سلحشوران جمهوری قدیم شناخته می‌شود، وظیفه نشر بازی یک مکان ساکت: جاده پیش رو را برعهده دارد. استودیوی استورمایند گیمز، سازنده مجموعه بازی‌های ترسناک Remothered و بازی نقش‌آفرینی اکشن Batora: Lost Haven، مسئولیت ساخت این بازی را بر عهده دارد.